# Mike Resnick
Michael Diamond Resnick (ur. 5 marca 1942 w Chicago, zm. 9 stycznia 2020) – amerykański pisarz fantastyki naukowej i fantasy, związany z fandomem fantastyki naukowej. Jego córka, Laura Resnick, też jest pisarką, specjalizuje się w literaturze fantasy.
Jest patronem nagrody literackiej Mike Resnick Memorial Award, przyznawanej od 2021 corocznie przez magazyn „Galaxy’s Edge”, wydawnictwo Arc Manor i konwent Dragon Con. Nagroda przyznawana jest dla najlepszej krótkiej formy s-f debiutującego autora.

## Motywy
W większości dzieł Resnicka z gatunku science-fiction zaznaczają się dwa wyraźne trendy. Pierwszy to jego zamiłowanie do przypowieści i legend. Wiele jego opowiadań przypomina legendy, opisując bohaterów o imionach takich jak Egzekutor, Lucyfer Jones czy Katastrofa Baker, a ich przygody są nie mniej legendarne. Resnick interesował się również tworzeniem historii i legend, toteż czasami swymi bohaterami czynił bardów. Książka The Outpost zajmuje się większością z tych tematów, zawierając historię opowiedzianą z wielu perspektyw, w tym barda, który otwarcie koloryzuje i zmienia swe opowieści, aby uczynić je bardziej interesującymi. W nastroju tego typu książki Resnicka przypominają westerny.
Kolejnym ważnym tematem w książkach Resnicka jest Afryka – afrykańska historia, kultura, kolonializm i jego następstwa oraz tradycjonalizm. Często odwiedzał Afrykę, czerpał z doświadczeń, jakie nabył podczas podróży. Niektóre z jego opowieści utrzymanych w konwencji science-fiction są alegoriami afrykańskiej historii i polityki. Akcja innych rozgrywa się w Afryce lub występują w nich afrykańscy bohaterowie.

## Publikacje

### Cykle

#### CyklGanymede
1. The Goddess of Ganymede (1968)
2. Pursuit on Ganymede (1968)

#### CyklZ Galaktycznej Areny
1. Gabinet osobliwości (Sideshow 1982)
2. The Three-legged Hootch Dancer (1983)
3. The Wild Alien Tamer (1983)
4. The Best Rootin' Tootin' Shootin' Gunslinger in the Whole Damned Galaxy (1983)

#### CyklOpowieści o „Aksamitnej Komecie”
1. Wschodzący Eros (Eros Ascending 1984)
2. Eros At Zenith (1984)
3. Eros Descending (1985)
4. Eros At Nadir (1986)

#### CyklKroniki Lucyfera Jonesa
1. Lucyfer Jones (Adventures 1985)
2. Lucyfer Jones. Nowe przygody (Lucifer Jones 1992)
3. Exploits (1993)
4. Encounters (1994)
5. Hazards (2009)

#### CyklSantiago
1. Santiago (Santiago: A Myth of the Far Future 1986)
2. The Return of Santiago (2003)

#### TrylogiaFable of Tonight
1. Na tropie jednorożca (Stalking the Unicorn 1987)
2. Na tropie wampira (Stalking the Vampire 2008)
3. Stalking the Dragon (2009)
4. Stalking the Zombie (2012 zbiór krótkich form)

#### TrylogiaGalactic Comedy
1. Paradise (1989)
2. Purgatory (1993)
3. Inferno (1993)

#### TrylogiaWyrocznia
1. Wróżbiarka (Soothsayer 1991)
2. Wyrok na wyrocznię (Oracle 1992)
3. Prorokini (Prophet 1993)

#### CyklUtopia
- Kirinyaga (1991) (wyd. polskie 1993)
- Kilimanjaro: A Fable of Utopia (2008)

#### CyklEli Paxton
1. Dog in the Manger (1995 razem z Barrym N. Malzbergiem(inne języki))
2. The Trojan Colt (2013)
3. Cat on a Cold Tin Roof (2014)

#### CyklEgzekutor
1. Egzekutor (The Widowmaker 1996)
2. Powrót egzekutora (The Widowmaker Reborn 1997)
3. The Widowmaker Unleashed (1998)
4. A Gathering Of Widowmakers (2005)

#### TrylogiaArt Encounters
1. Lady with an Alien: An Encounter with Leonardo da Vinci (2005)
2. A Club in Montmartre: An Encounter with Henri de Toulouse-Lautrec (2006)
3. World Behind the Door: An Encounter with Salvador Dali (2007)

#### CyklStarship
1. Starship: Bunt (Mutiny 2005)
2. Starship: Pirat (Pirate 2006)
3. Starship: Najemnik (Mercenary 2007)
4. Starship: Buntownik (Rebel 2008)
5. Starship: Okręt flagowy (Flagship 2011)

#### CyklWeird West Tale
1. The Buntline Special (2010)
2. The Doctor and the Kid (2011)
3. The Doctor and the Rough Rider (2012)
4. The Doctor and the Dinosaurs (2013)

#### CyklDead Enders
1. The Fortress in Orion (2014)
2. The Prison in Antares (2015)
3. The Castle in Cassiopeia (2017)

#### TrylogiaDreamscape
1. The Master of Dreams (2018)
2. The Mistress of Illusions (2018)
3. The Lord of Nightmares (2018)

### Pozostałe powieści
- Redbeard (1969)
- Galactica Discovers Earth (1980 razem z Glenem Larsonem, z cyklu Battlestar Galactica)
- Pożeracz dusz (The Soul Eater1981)
- Walpurgis III (1982)
- Birthright: The Book of Man (1982)
- Jeremiah (The Branch 1984)
- Mroczna pani (The Dark Lady: A Romance of the Far Future 1987)
- Kły (Ivory: A Legend of Past and Future 1988)
- Bully! (1990)
- Second Contact (1990)
- The Red Tape War (1991 razem z Jackiem L. Chalkerem oraz George’em Alekiem Effingerem)
- Zamglony horyzont (A Miracle of Rare Design: A Tragedy of Transcendence 1994)
- A Hunger in the Soul (1998)
- Bwana (1999)
- The Outpost (2001)
- The Amulet of Power (2003 z cyklu Lara Croft: Tomb Raider)
- Dragon America (2005)
- The Other Teddy Roosevelts (2008)
- The Cassandra Project (2012 z Jackiem McDevittem)
- INCI (2015 z Tiną Gower)
- The Gods of Sagittarius (2017 z Erikiem Flintem)
- Voyages (2017)

### Zbiory opowiadań
- Stalking the Wild Resnick (1970)
- Unauthorized Autobiographies (1981)
- Through Darkest Resnick with Gun and Camera (1990)
- The Alien Heart (1991)
- Pink Elephants and Hairy Toads (1991)
- Will the Last Person To Leave the Planet Please Shut Off the Sun? (1992)
- Solo Flights Through Shared Worlds (1996)
- An Alien Land (1997)
- A Safari of the Mind (1999)
- Magic Feathers: The Mike And Nick Show (2000 razem z Nickiem DiChario)
- Hunting the Snark: And Other Short Novels (2002)
- With a Little Help from My Friends (2002)
- New Dreams for Old (2006)
- Dreamwish Beasts and Snarks (2009)
- Blasphemy (2010)
- The Incarceration of Captain Nebula and Other Lost Futures (2012)
- Resnick's Menagerie (2012)
- With a Little More Help From My Friends (2012)
- Masters of the Galaxy (2012)
- Stalking the Zombie (2012)
- Win Some, Lose Some (2012)
- First Person Peculiar (2014)
- Away Games (2014)
- Mikerocosmos (2016)
- Soulmates (2016 z Lezli Robyn)

### Inne
- 1985 Putting It Together: Turning Sow's Ear Drafts into Silk Purse Stories
- 1996 Hunter’s Choice: Thrilling True Stories
- 2001 I Have This Nifty Idea: ...Now What Do I Do with It?
- 2002 Once a Fan...
- 2002 The Science Fiction Professional: Seven Years of Ask Bwana Columns
- 2003 Resnick at Large
- 2003 New Voices in Science Fiction
- 2006 Worldcon Guest of Honor Speeches (razem z Joe Siclari)
- 2007 History Revisited: Real Historians Debate the Best of Alternate History
- 2008 History Revisited: The Great Battles: Eminent Historians Take On the Great Works of Alternative History (razem z Davidem J. Markhamem)
- 2009 ...Always a Fan: True Stories from a Life in Science Fiction
- 2010 The Business of Science Fiction: Two Insiders Discuss Writing and Publishing (razem z Barrym N. Malzbergiem(inne języki))